# Świeligów
Świeligów – wieś w Polsce położona w województwie wielkopolskim, w powiecie ostrowskim, w gminie Ostrów Wielkopolski, ok. 6 km na zachód od Ostrowa.

## Historia
W różnych dokumentach wieś występuje pod nazwą Świeligowo, Świelugow.
Pierwsza wzmianka o wsi pochodzi z 1597 r., kiedy to rozgraniczono grunty wsi Świeligów z gruntami Radłowa i Jaskółek.
W 1. poł. XVIII w. wieś Świeligów wchodziła w skład dóbr przygodzkich, których właścicielem do 1729 r. był podskarbi wielki koronny Jan Jerzy Przebendowski, a potem jego zięć, Franciszek Bieliński, marszałek wielki koronny. Dobra przygodzkie dzieliły się na trzy klucze: przygodzki, tarchalski i krępski, obejmujący Świeligów.
W 1755 r. dobra przygodzkie przejął książę Marcin Radziwiłł, syn Jana Mikołaja Radziwiłła i Doroty Henryki z domu Przebendowskiej. W 1773 r. dobra przygodzkie dzieliły się na pięć kluczy. Wieś Świeligów wchodziła w skład klucza jaskólskiego. Dobra przygodzkie odziedziczył syn księcia - Michał Hieronim. W Świeligowie było wtedy 9 dymów, czyli zagród chłopskich, zamieszkałych przez 66 osób. Wioska należała do parafii w Pogrzybowie, w powiecie i województwie kaliskim. 
W 1793 r. południową Wielkopolskę zajęły wojska pruskie. Nastąpił drugi rozbiór Polski. Prusacy zajęte tereny podzielili na trzy departamenty, a te na powiaty. Utworzono powiat odolanowski, obejmujący 187 miejscowości, w tym Świeligów.
Uwłaszczenie chłopów w Świeligowie nastąpiło w latach 1838-1840. W 1838 r. sporządzono Reces tyczący się urządzeniami stosunków dominialnych a włościańskich w Świelugowie powiatu odolanowskiego, nadający 15 chłopom gospodarstwa o pow. 707 mórg.
W latach 30. XIX w. władze pruskie zaczęły organizować szkoły publiczne. Dzieci ze Świeligowa początkowo uczęszczały do szkółki parafialnej w Zacharzewie, istniejącej co najmniej od 1836 r., a od 1862 r. do szkółki w Lamkach.
W połowie lat 40. XIX w. Świeligów liczyło 15 dymów i 173 mieszkańców.
W końcu lat 70. XIX w. było 30 zagród, a liczba mieszkańców wzrosła do 224. Większość mieszkańców wioski była wyznania katolickiego. W użytkowaniu mieszkańców Świeligowa było 197 ha, w tym 178 ziemi uprawnej i 4 ha łąk.
W 1887 r. władze pruskie podzieliły powiat odolanowski na dwa powiaty: odolanowski i ostrowski. Powiat odolanowski dzielił się na 4 obwody: Odolanów, Raszków, Czarny Las i Sośnie. Gmina wiejska Świeligów była na terenie obwodu Raszków. W 1932 r. powiat odolanowski i włączono do powiatu ostrowskiego.
W 1934 r. zlikwidowano jednowioskowe gminy i obszary dworskie, a w ich miejsce utworzono gminy zbiorcze. Na terenie powiatu ostrowskiego utworzono 12 gmin, w tym Raszków, w granicach której znajdowała się gromada Świeligów.
W 1954 r. zlikwidowano gminy i dotychczasowe gromady i powołano nowe mniejsze jednostki - gromady. Na terenie powiatu ostrowskiego powołano 39 gromad. Świeligów należał do gromady Radłów. Gromady były trzykrotnie mniejsze od dotychczasowych gmin i nie były zdolne do samodzielnego realizowania funkcji terenowych. W 1961 r. zlikwidowano 14 gromad, w tym gromadę Radłów. Świeligów przyłączono do gromady Gorzyce Wielkie.
Kolejna reforma administracyjna w 1973 r. zlikwidowała gromady i powołała gminy. Sołectwo Świeligów znalazło się w granicach gminy Ostrów Wielkopolski.
W latach 1975–1998 miejscowość położona była w województwie kaliskim.